# 马克西姆·罗德斯坦因
马克西姆·罗德斯坦因（俄语：Максим Эдуардович Родштейн，希伯來語：‎，1989年1月19日—），以色列国际象棋棋手、特级大师。
罗德斯坦因出生于苏联列宁格勒。他于2007年得到国际象棋特级大师称号。他获得过世界国际象棋16岁组冠军（2004年）、以色列国际象棋冠军（2006年），并得到过两次国际象棋欧洲青年冠军。
罗德斯坦因的妻子是捷克国际象棋女子特级大师Tereza Olsarova。